# فريد ميلاميد
فريد ميلاميد (بالإنجليزية: Fred Melamed)‏ هو كاتب مسرحي وكاتب وممثل أمريكي، ولد في 13 مايو 1956 بنيويورك في الولايات المتحدة.

## أعمال

### أفلام
- (1986) المهمة
- (1986) هانا وأخواتها[4]
- (1987) إشتار
- (2009) رجل جاد[5][6]
- (2012) الديكتاتور[7]
- (2016) الركاب[8][9][10]
- (2016) يعيش القيصر[11]

### مسلسلات
- العرض المتأخر مع ديفيد ليترمان
- الفتاة الجديدة
- ذا غود وايف
- كوردج الجبان

## وصلات خارجية
- فريد ميلاميد على موقع IMDb (الإنجليزية)
- فريد ميلاميد على موقع ألو سيني (الفرنسية)
- فريد ميلاميد على موقع أول موفي (الإنجليزية)
- فريد ميلاميد على موقع قاعدة بيانات برودواي على الإنترنت (الإنجليزية)
- فريد ميلاميد على موقع قاعدة بيانات الأفلام السويدية (السويدية)
- فريد ميلاميد على موقع قاعدة بيانات الفيلم (الإنجليزية)
- فريد ميلاميد على موقع كينوبويسك (الروسية)